# Unité urbaine de Chauvigny
L'unité urbaine de Chauvigny est une unité urbaine française constituée par Chauvigny, ville située à l'est de Poitiers se classant au quatrième rang départemental dans la Vienne.

## Données globales
En 2010, selon l'INSEE, l'unité urbaine de Chauvigny a le statut de ville isolée appartenant à l'arrondissement de Poitiers dans le  département de la Vienne.
En 2022, avec 7 037 habitants, elle constitue la 3e unité urbaine de la Vienne se classant loin derrière les unités urbaines de Poitiers (1er rang départemental et préfecture du département) et de Châtellerault (2e rang départemental). Elle dépasse de peu l'unité urbaine de Loudun (4e rang départemental). Puis elle devance les unités urbaines de Ligugé (5e rang départemental) et de Montmorillon (6e rang départemental) où ces deux dernières ont également plus de 5 500 habitants.
En Poitou-Charentes où elle se situe, elle occupe le 19e rang régional après l'unité urbaine de Saujon (18e rang régional) et avant l'unité urbaine de Surgères (20e rang régional) et elle figure sur la liste des 37 unités urbaines de plus de 5 000 habitants de l'ex-région en 2022.
En 2022, sa densité de population qui s'élève à 73 hab/km2 est légèrement plus élevée que celle de la Vienne mais elle fait partie des agglomérations les moins densément peuplées de Poitou-Charentes.
L'unité urbaine de Chauvigny recouvre exactement les limites de l'aire urbaine de Chauvigny.

## Délimitation de l'unité urbaine de 2010
Unité urbaine de Chauvigny dans la délimitation de 2010 et population municipale de 2022
| Nom       | Code Insee | Statut | Superficie (km2) | Population (dernière pop. légale) | Densité (hab./km2) |
| --------- | ---------- | ------ | ---------------- | --------------------------------- | ------------------ |
| Chauvigny | 86070      |        | 95,82            | 7 037 (2022)                      | 73                 |

## Évolution démographique
| 1968  | 1975  | 1982  | 1990  | 1999  | 2009  | 2022  |
| ----- | ----- | ----- | ----- | ----- | ----- | ----- |
| 6 653 | 6 686 | 6 565 | 6 658 | 7 012 | 6 848 | 7 037 |

Histogramme

(élaboration graphique par Wikipédia)

## Sources et références
1. ↑  Unité urbaine de Chauvigny selon le zonage de 2010
2. ↑  Aire urbaine de Chauvigny et population de 2009